# 绍德堂
绍德堂，位于江苏省苏州市西南郊吴中区东山镇新义村，西街响水涧东，是一座明代民居住宅建筑，原为叶姓宅第，占地892平方米。现存主轴上院门、大厅、住楼三进建筑物，布局严整，结构古朴，属于明代风格。院门雕刻双狮戏球、雀梅图、松竹梅三友图和鲤鱼跳龙门。大厅较华丽，面阔五间，进深七檩，梁架用材较大。1989年为画家亚明购得，题名“近水山庄”，并在大厅中创作了大量壁画。。1982年3月25日公布为第三批江苏省文物保护单位。